# Museumsbahn der Solvay-Steinbrüche
| Solvay-Steinbrüche                                        | Solvay-Steinbrüche  |
| --------------------------------------------------------- | ------------------- |
| Museumsbahnbetrieb mit BN30R Museumsbahnbetrieb mit BN60H |                     |
| Streckenverlauf                                           |                     |
| Streckenlänge:                                            | 2 km                |
| Spurweite:                                                | 600 mm (Schmalspur) |
|                                                           |                     |

Die Museumsbahn der Solvay-Steinbrüche ist eine ohne Nebengleise 1,2 km lange Schmalspur-Museumseisenbahn im Freilichtmuseum von Svatý Jan pod Skalou (deutsch St. Johann unter dem Felsen) in der Mittelböhmischen Region (Středočeský kraj) in Tschechien.

## Geschichte
1904 kam die belgische Firma Solvay nach Böhmen, die auf die Verarbeitung von Kalkstein für chemische Zwecke spezialisiert war. Die Firma gründete eine Fabrik in Ústí nad Labem-Neštěmice, in der Soda (Natriumcarbonat) hergestellt wurde. Für die Herstellung wurde Kalkstein von verschiedenen Lieferanten aus der ganzen Tschechischen Republik bezogen. Dies erwies sich als unrentabel und daher wurde 1916 beschlossen, einen eigenen Kalksteinbruch zu eröffnen.
Das Gebiet von Svatý Jan pod Skalou wurde als Lagerstätte von hochwertigem Kalkstein ausgewählt. 1917 wurde eine geologische Untersuchung durchgeführt, die die geforderte Materialqualität bestätigte. Das Grundstück wurde für 50.000 Kronen vom damaligen Besitzer des Johannisgutes, Václav Komenda, erworben. Anschließend begannen die Vorarbeiten einschließlich des Baus der Standseilbahn.
Am 27. Juni 1918 begann der kommerzielle Bergbau. Kurz darauf kam der erste mit Kalkstein beladene Zug aus den Solvayovy-Steinbrüchen in Neštěmice an.

## Steinbrucherweiterung
Der ursprüngliche Steinbruch befand sich am Nordhang über dem Dorf Loděnice. Der wachsende Bedarf an Kalkstein führte zur Eröffnung des Südsteinbruchs, der 1930 durch einen 217 m langen Tunnel von mit dem Nordsteinbruch von Brausewetter & Pittel verbunden wurde. Der südliche Steinbruch war dreistöckig, und die Stockwerke waren durch eine Standseilbahn verbunden, die von einer mir Druckluft betriebenen Winde angetrieben wurde.

## Materialtransport

### Standseilbahn
Der Bau des über 1500 m langen Standseilbahn  begann mit dem Bau des Steinbruchs durch J. Pohlig. Sie war seit Beginn des Bergbaus im Jahr 1918 in Betrieb. Sie verband den Steinbruch mit der Eisenbahn in Loděnice. 1932 erfolgte der Umbau, 1959 wurde die Talstation für die Verladung in LKWs umgebaut. Sie wurde 1965 abgebrochen, nur die obere Seilbahnstation, die auf eine Erneuerung wartet, ist erhalten geblieben.
Das Museum verfügt über die einzige Seilbahn-Ausstellung in der Tschechischen Republik. Im Jahr 2003 gelang es, die Überreste der Seilbahn von Wienerberger aus Lišov im Bezirk Budweis zu erwerben. Im Sommer und Herbst 2003 wurde ein Teil der Stationstechnik (Antrieb ohne Motor, Schiene) abgebaut und ins Freilichtmuseum transportiert. Leider ließen sich die originalen Kupplungen nicht mehr besorgen, so dass bis auf weiteres ein anderes Transportsystem (Bleichert) eingesetzt wird.

### Schmalspurbahn
Im Steinbruch wurde ein Gleis mit einer Spurweite von 600 mm verlegt. Bis 1929 wurden die Loren manuell bewegt. 1930 wurde die erste T 290 Benzinlok gekauft und nach dem Zweiten Weltkrieg kamen hier Stavoloko BNE 25 Lokomotiven zum Einsatz. Die Fahrzeugflotte bestand aus Kipploren und Loren mit Holzrahmen.
Heute werden auf der Bahn mehrere Diesellokomotiven für den Museumsbahnverkehr eingesetzt sowie gelegentlich Dampflokomotiven von anderen Bahnen, z. B. war dort schon ein Nachbau einer O&K Cn2t-Dampflok der 1. Kolínská Lokomotivní aus dem Jahr 2014 zu Gast.

## Stilllegung des Bergbaus
Die Firma Solvay  stellte 1956 den Bergbau ein und übergab den Steinbruch an die Prager Straßenverwaltung, Zweigstelle Beroun. Dieses Unternehmen baute dort Material für den Bau der umliegenden Straßen ab. Der Bahngleise wurden zerstört, da das Material mit Tatra 111 Lastwagen transportiert wurde. Der Bergbau wurde 1964 eingestellt und der Steinbruch verwaiste vorübergehend, aber nicht für immer.

## Barbora-Gesellschaft
1993 wurde die Společnost Barbora o.s. die spätere Společnost Barbora z.s. gegründet, eine Gesellschaft zur Erhaltung von Bergbau- und Industriedenkmälern. Diese Firma renovierte die Schmalspurbahngleise, suchte alte Lokomotiven und Waggons und setzte diese wieder in Betrieb und reparierte weitere Maschinen und Anlagen.
Heute gibt es ein Museum für Kalksteinabbau und Transport, etwa zwei Kilometer Gleis, 139 Meter alte Stollen, etwa 150 Wagen verschiedener Bauart und 26 Lokomotiven (MD 2, BN 30, BN 30 R, KLM 5, MŠ 2, AK 2, BN 60 H, DH 120 usw.) Im Bau befindet sich ein Gleis für die dritte Ebene des Steinbruchs und das Projekt umfasst ein Gleis zum Dorf Bubovice (insgesamt ca. 5 km). Es ist außerdem geplant, die Bergstation der Standseilbahn zu erneuern.

## Klettern
Das Gesteinsmassiv im Paraple-Steinbruch mit zwei bis zu 30 m hohen Wänden gehört seit 2014 zu den Bergsteigergebieten in Tschechien. Der linke Teil wurde hingegen durch Sprengungen während des Bergbaus so Mitleidenschaft gezogen, dass der Fels brüchig ist.

## Lokomotiven
| Typ    | Bild | Anmerkungen |
| ------ | ---- | --- |
| BN 15R |      | |
| BN 30  |      | |
| BN 30R |      | Sieben Lokomotiven: - č. 11, Máňa, TSM Lučenec 1963 - č. 12, Stáňa, ČKD Radotín 1961 - č. 13, Kabriolet, ČKD Radotín 1960 - č. 14, Jana, ČKD Radotín 1961 - č. 15, Radovka - č. 35, Anča, TSM Lučenec - č. 36, Fatima, zelená s černým spodkem a žlutým lemem, provozní, |
| BN 60H |      | Drei Lokomotiven: - č. 32, TSM Lučenec 1965 - č. 33, TSM Lučenec 1966 - č. 37, TSM Lučenec 1965 |
| BND 15 |      | |
| BND 30 |      | |
| BNE 50 |      | Zwei Lokomotiven: - č. 24, Stavostroj Radotín 1952 - č. 26, Gebusa, Stavostroj Radotín 1952 |
| Deutz  |      | |
| DH 30  |      | |
| DH 120 |      | |
| MD 2   |      | |